# 欧洛斯福卢
欧洛斯福卢，是匈牙利维斯普雷姆州所辖的一个村，总面积42.80平方公里，总人口1113，人口密度26.0人/平方公里（2010年1月1日）。